# Neonomicon
Neonomicon ist eine von 2010 bis 2011 erschienene vierteilige Horror-Comic-Serie des britischen Autors Alan Moore, gezeichnet von Jacen Burrows. Es erschien bei dem amerikanischen Verlag Avatar Press als Nachfolger von Moores Geschichte The Courtyard und als erstes Comic von Moore. Wie der Vorgänger beschäftigt sich Neonomicon mit dem Cthulhu-Mythos auf der Basis der Geschichten von H. P. Lovecraft. Fortgesetzt wurde es von Moore durch dessen Comic Providence.

## Hintergrund

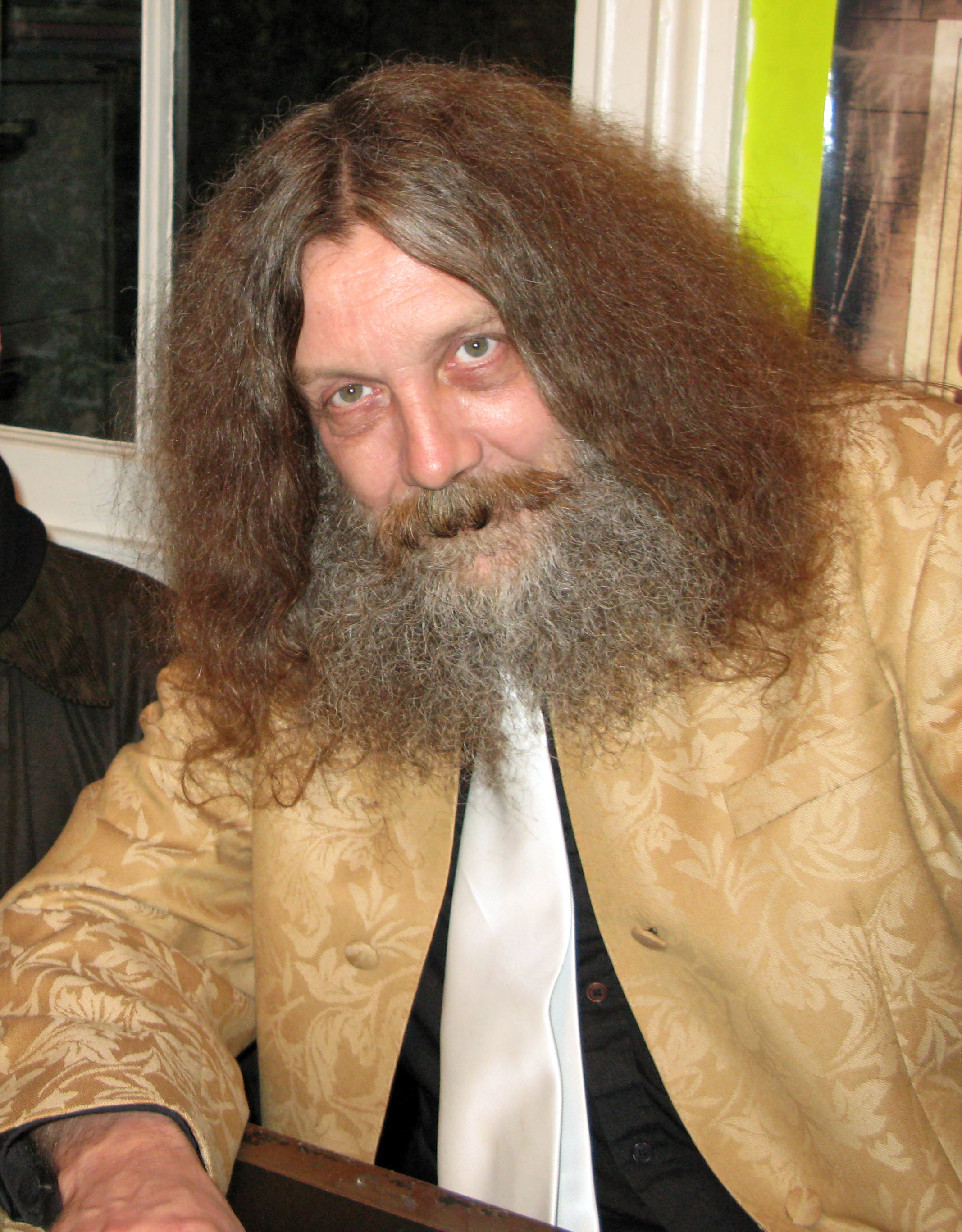
Alan Moore, 2008

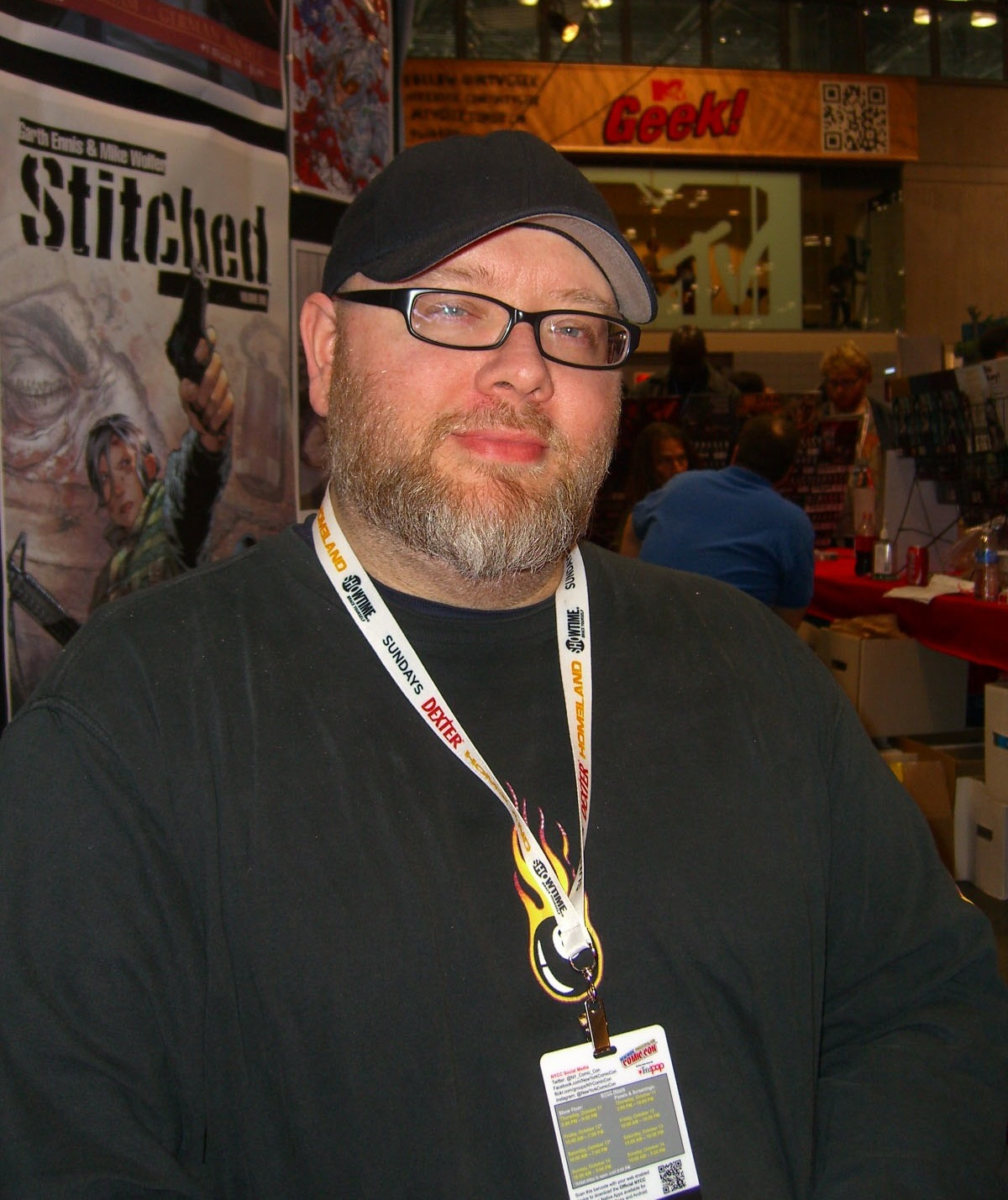
Jacen Burrows, 2012

Neonomicon war die erste Comicserie, die Alan Moore bei dem Verlag Avatar Press veröffentlichte. Im Vorfeld der Veröffentlichung einigte er sich mit William A. Christensen darauf, dass er Material für eine vierteilige Serie erarbeitete. In einem Interview mit dem Magazin Wired sprach Moore über die Entstehung des Projekts:

„Es war genau zu der Zeit, als ich mich endgültig von DC Comics trennte, wegen etwas Schrecklichem, das im Zusammenhang mit dem Watchmen-Film passierte [...] Ich hatte einen Steuerbescheid vor mir und brauchte schnell Geld. Ich unterhielt mich zufällig mit William [A. Christensen] von Avatar Press, und er schlug vor, dass er mir etwas zur Verfügung stellen könnte, wenn ich bereit wäre, eine vierteilige Serie zu machen, was ich dann auch tat. Obwohl ich das Geld genommen habe, um die Steuerforderung zu bezahlen, werde ich immer versuchen, die bestmögliche Geschichte daraus zu machen."“

Alan Moore beschäftigte sich bereits vor der Veröffentlichung von Neonomicon mit H. P. Lovecraft und dem Cthulhu-Mythos. Er wollte einige der in The Courtyard vorgestellten Ideen in Neonomicon weiter ausarbeiten und gleichzeitig eine moderne Geschichte erzählen, die sich nicht auf die Atmosphäre der 1930er Jahre stützt. Zudem wollte er einige der Elemente deutlicher betonen, die Lovecraft selbst und spätere von ihm inspirierte Autoren seiner Meinung nach zensiert oder aus den Geschichten herausgelassen hatten, wie etwa den Rassismus und sexuelle Phobien Lovecrafts. Moore erklärt: „Lovecraft war sexuell zimperlich; er sprach nur von ‚gewissen namenlosen Ritualen‘. Oder er benutzte einen Euphemismus: ‚blasphemische Rituale‘. Da in vielen seiner Geschichten die unmenschlichen Ergebnisse dieser ‚blasphemischen Rituale‘ beschrieben wurden, war es ziemlich offensichtlich, dass es dabei irgendwann um Sex ging. Aber das kam in Lovecrafts Geschichten nie vor, außer als eine Art angedeutete Unterströmung. Also dachte ich, lass uns all das unangenehme rassistische Zeug wieder einbauen, lass uns Sex wieder einbauen. Lasst uns ein paar wirklich ‚namenlose Rituale‘ erfinden: Geben wir ihnen einen Namen.“

## Inhalt
Der Agent Lamper und seine Kollegin Brears vom FBI besuchen den Mörder Aldo Sax in einer psychiatrischen Klinik, wo er seit zwei Morden untergebracht ist. Sie sind auf der Suche nach einem Nachahmungstäter und wollen Sax zu seinen Motiven befragen. Dieser spricht allerdings scheinbar unverständliches Kauderwelsch und nachdem sie Sax’ frühere Ermittlungen studiert haben, beschließen die Agenten, den Drogendealer Johnny Carcosa in Red Hook, Brooklyn, aufzuspüren. Carcosa flieht in ein Wandgemälde im Innenhof seines Wohnhauses und die Agenten verfolgen Carcosas verstörende Sexutensilien bis zu einem Spezialgeschäft in Salem, Massachusetts, zurück.
Als Ehepaar getarnt nehmen sie an einer Orgie teil, die von den Besitzern des Ladens und Mitgliedern des Esoterischen Ordens von Dagon mit regelmäßigen Sexritualen veranstaltet wird, um die Aufmerksamkeit einer Rasse von Fischmenschen auf sich zu ziehen. Lamper und Brears werden als Agenten enttarnt, Lamper wird von den Kultisten getötet und Brears wird in einem Raum mit einem Fischmenschen eingesperrt, der sie mehrere Tage lang ununterbrochen vergewaltigt. Während dieser Tortur hat Brears eine Vision von Carcosa, der sich als ein Avatar von Nyarlathotep, einem der Großen Alten, offenbart. Das Wesen probiert einen Tropfen von Brears’ Urin und stellt fest, dass sie schwanger ist. Es hilft ihr, durch Unterwassertunnel in den Ozean zu entkommen. Brears kehrt in die Stadt zurück und kontaktiert das FBI, das eine Razzia in dem Spezialitätengeschäft durchführen soll. Sie finden heraus, dass die Kultisten von dem Fischmann getötet wurden, der von den Agenten erschossen wird. Drei Monate später besucht Brears Sax in der Klinik und ist in der Lage, sein Kauderwelsch als Aklo zu verstehen, die Sprache der Fischmenschen, die auf R’lyehian, der Sprache von Yuggoth aus Lovecrafts Geschichten, basiert. Sie erzählt ihm, dass sie mit dem Kind des Fischmenschen schwanger ist, und sie erkennt, dass es sich bei den Ereignissen in Lovecrafts Erzählungen in Wirklichkeit um Vorboten einer zukünftigen Apokalypse handelt, die durch die Geburt ihres Kindes Cthulhu eingeläutet werden wird.

## Ausgaben
Die vier Bände der Serie Neonomicon erschienen vom Juli 2010 bis zum Februar 2011 als jeweils eigene Comics. Die Serie war bereits vorab als abgeschlossene Miniserie mit vier Ausgaben angekündigt, eine Verlängerung war nicht geplant. Im November 2011 erschien Neonomicon zusammen mit einer bebilderten Version von The Courtyard zusätzlich als Taschenbuch mit allen vier Teilen sowohl als Soft- wie auch als Hardcover-Ausgabe bei Avatar. Der Panini-Verlag veröffentlichte diese Ausgabe in einer deutschen Version im September 2011.

## Rezeption
Die Comicreihe wurde 2011 bei den Bram Stoker Awards der amerikanischen Horror Writers Association als erste in der neu geschaffenen Kategorie „Graphic Novel“ ausgezeichnet.

## Belege
1. ↑  Alan Moore Gets Psychogeographical With Unearthing, Interview mit Scott Thill auf wired.com, 9. August 2010; abgerufen am 23. September 2023.
2. ↑  Bram Gieben: Choose Your Reality: Alan Moore Unearthed auf theskinny.co.uk, 1. September 2010; abgerufen am 23. September 2023.
3. ↑  2011 Bram Stoker Award Nominees & Winners auf der Website der Bram Stoker Awards, abgerufen am 23. September 2023.
4. ↑  Horror Writer’s Association: Past Award Nominees and Winners der Bram Stoker Awards, abgerufen am 23. September 2023.